# Kašubska
Kašubska (kašubsko Kaszëbë, Kaszëbskô, poljsko Kaszuby, nemško Kaschubei, Kaschubien) je jezikovno, kulturno in etnično območje v zgodovinski deželi Vzhodni Pomorjanski v severnem in severozahodnem delu Poljske. Na tem območju se govori kašubsko. Obsega območje, zahodno od Gdanska in izliv reke Visle. Kašubsko poseljujejo večinoma pripadniki Kašubov.